# La Fille du sonneur
Pour plus de détails, voir Fiche technique et Distribution.
La Fille du sonneur est un court métrage français réalisé par Albert Capellani, sorti en 1906.

## Synopsis
Un vieil homme, sonneur de cloches à Notre-Dame, désavoue sa fille qui fricote avec un monsieur pas comme il faut. La fripouille abandonne la jeune femme avec un bébé, et celle-ci n'a d'autre solution que de laisser la petite à son père, qui la prend en charge, avec suffisamment d'amour. Mais la mère cherche ensuite à revoir la petite, contre l'avis du grand-père.

## Fiche technique
- Titre : La Fille du sonneur
- Réalisation : Albert Capellani
- Scénario : André Heuzé
- Société de production : Pathé Frères
- Société de distribution : Pathé Frères (au cinéma), Pathé Vidéo (en DVD)
- Pays de production :  France
- Genre : Drame
- Durée : 10 minutes
- Tourné en 35 mm en noir et blanc et en muet
- Date de sortie : France : 4 novembre 1906

## Distribution
- Gabriel Moreau : l'amant
- Renée Coge : la fille du sonneur
- la petite Ransart : la petite-fille du sonneur